# Macrochaetus collinsii
Macrochaetus collinsii är en hjuldjursart som först beskrevs av Gosse 1867.  Macrochaetus collinsii ingår i släktet Macrochaetus och familjen Trichotriidae. Arten är reproducerande i Sverige.

## Underarter
Arten delas in i följande underarter:
- M. c. collinsii
- M. c. guangdongensis